# 力の比較
力の比較（ちからのひかく）では、力の比較ができるよう、昇順に表にする。力はベクトル量であるが、ここではその大きさを扱う。
重力下における「重さ」（重量）は力であるので、下記の例の中には様々な物体の重さが含まれている。注記のない場合、海抜0メートルにおける標準重力加速度下での重力を示している。

## 表
| 因数 (N) | 単位                    | 値                | 説明 |
| -------- | ----------------------- | ----------------- | --- |
| 10−35    |                         | 4.7×10−35 N       | 2 fm (2×10−15 m、原子核内の核子間の平均的な距離)だけ離れた2つの核子 (陽子・中性子) の間に働く万有引力 (質点とみなした場合)                                                                       |
| ...      |                         |                   | |
| 10−12    | ピコニュートン (pN)     | 66.7384 pN        | 1メートル(1 m)離れた2つの物体がそれぞれ1キログラム (1 kg) の質量を有する場合に、2つの物体間に働く万有引力                                                                                        |
| 10−9     | ナノニュートン (nN)     | 200 nN            | 真空中に1メートル(1 m)の間隔で平行に置かれた無限に小さい断面積を有する無限に長い2本の直線状の導体にそれぞれ1アンペア (1 A) の直流電流が流れるとき、これら導体の長さ1メートルにつき働く力の大きさ |
| 10−6     | マイクロニュートン (µN) | 1 - 150 µN        | NASAの宇宙重力波望遠鏡で使用されているFEEPイオンスラスターの推力 |
| 10−6     | マイクロニュートン (µN) | 10 µN             | 1ダイン(dyn)。CGS単位系の力の単位 |
| 10−3     | ミリニュートン (mN)     | 24.5 mN           | 蚊にかかる最大の重力 |
| 10−3     | ミリニュートン (mN)     | 92 mN             | NASAのディープ・スペース1号において試験されたNSTARイオンエンジンの推力 |
| 10−3     | ミリニュートン (mN)     | 138.254954376 mN  | 1パウンダル(pdl)。ヤード・ポンド法の力の単位 |
| 100      | ニュートン (N)          | 1 N               | リンゴにかかるおよその重力 |
| 100      | ニュートン (N)          | 4.4482216152605 N | 1ポンド重 (lbf)。ヤード・ポンド法の力の単位 |
| 100      | ニュートン (N)          | 9.80665 N         | 1キログラム重(kgf) |
| 100      | ニュートン (N)          | 57.7 N            | 2 fm だけ離れた2つの陽子の間に働くクーロン力 (斥力) (点電荷とみなした場合) |
| 100      | ニュートン (N)          | 720 N             | 大臼歯で計測した、人間の咀む力 |
| 103      | キロニュートン (kN)     | 1 kN              | 1ステーヌ(sn)。MTS単位系の力の単位 |
| 103      | キロニュートン (kN)     | 8 kN              | ウェイトリフティングのクリーン&ジャーク競技で、選手が出す最大の力 |
| 103      | キロニュートン (kN)     | 45 kN             | 小型自動車のエンジンの最大加速時の出力 |
| 103      | キロニュートン (kN)     | (100 kN)          | 固定された壁に100キロメートル毎時で衝突した自動車の乗客が、シートベルトとエアバッグから受ける平均の力                                                                                            |
| 103      | キロニュートン (kN)     | 569 kN            | ゼネラル・エレクトリック GE90（世界最強の商業用ジェットエンジン）の最高推力 |
| 106      | メガニュートン (MN)     | 1.8 MN            | スペースシャトルメインエンジン1つの打ち上げ時の推力 |
| 106      | メガニュートン (MN)     | 34.02 MN          | サターンV型ロケットの打ち上げ時の推力 |
| 106      | メガニュートン (MN)     | 34.8 MN           | スペースシャトルの打ち上げ時の推力 |
| 106      | メガニュートン (MN)     | 570 MN            | 太陽光の放射圧により地球が受ける力 |
| 109      | ギガニュートン (GN)     | 8.9876 GN         | 1メートル (1 m) 離れた2つの導体にそれぞれ1クーロン (1 C) ずつの電荷がある場合に、2つの導体間に働く力の大きさ                                                                                     |
| 1012     | テラニュートン (TN)     |                   | |
| 1015     | ペタニュートン (PN)     |                   | |
| 1018     | エクサニュートン (EN)   | 1.98×1020 N       | 地球と月の間に働く引力 |
| 1021     | ゼタニュートン (ZN)     | 3.5×1022 N        | 地球と太陽の間に働く引力 |
| ...      |                         |                   | |
| 1044     |                         | 1.21027×1044 N    | プランク力 |